# 高松健一郎
高松 健一郎（たかまつ けんいちろう、1967年1月16日 - ）は、日本のロックミュージシャン。ヴォーカリスト。

## 来歴
- 〜1984年、TRASH
- 1984年、WARNING ACTION
- 1987年、ロックバンドLADIES ROOM結成。
- 1991年、LADIES ROOMのヴォーカリストとして"百太郎"のステージネームでメジャーデビュー。
- 1996年、LADIES ROOM解散。
- 1997年、本名の高松健一郎名義でソロデビュー。
- 2001年、LADIES ROOM活動再開。
- 2010年、アコースティックユニット"百直"としての活動開始。

## 作品

### シングル
- 愛が哀しくなるなら (1997)

## 人物・エピソード
- 演奏する音楽は基本的にハードロックが多いものの、「一番好きなのはブルース」と語っており、歌唱法にもその影響が表れている。
- LADIES ROOMの1995年発表のアルバム「SUPER GIRL」では、作詞にあたり「短編小説のような歌詞を目指した」と語っており、どの曲の歌詞にも必ずオチをつけ、独特の作風を確立した[1]。